# Мальчик из Калабрии
«Мальчик из Калабрии», «Парень из Калабрии» или «Калабриец» (итал. Un ragazzo di Calabria) — кинофильм режиссёра Луиджи Коменчини, вышедший на экраны в 1987 году. Лента принимала участие в конкурсной программе Венецианского кинофестиваля, где Джан Мария Волонте был отмечен премией Пазинетти за лучшую мужскую роль.

## Сюжет
13-летний Мими — старший ребёнок в небогатой калабрийской семье. Его отец Никола, работающий в психиатрической лечебнице, хочет, чтобы сын усердно учился и выбился в люди. Однако того интересует лишь одно: он чрезвычайно любит бегать, а поскольку спортивной обуви у него нет, делает это босиком. Эта страсть мальчика не проходит незамеченной для пожилого водителя автобуса Феличе, который становится тренером Мими и всячески поддерживает его устремления. Отец воспринимает увлечение сына в штыки и делает не одну попытку запретить тому тренироваться...

## В ролях
- Санто Полимено — Мими
- Джан Мария Волонте — Феличе
- Диего Абатантуоно — Никола, отец Мими
- Тереза Лиотар — Мария, мать Мими
- Джада Дезидери — Кризолинда
- Энцо Руоти
- Жак Пейрак
- Жан Рене Масревери